# L'Échiquier
L'Échiquier était une revue internationale francophone mensuelle consacrée au jeu d'échecs, publiée à Bruxelles par Edmond Lancel (1888-1959) de janvier 1925 à février 1939. La revue était imprimée sous un format in-octavo (9 3/4" x 6 3/4"). 
Edmond Lancel était un ingénieur chimiste belge, très bon joueur d'échecs amateur et journaliste échiquéen pour  le quotidien La Nation belge. Il fut après guerre un arbitre international et membre à vie de la Fédération internationale des échecs. 
Connue pour ses contributeurs notables comme le joueur russe Alexandre Alekhine et le Polonais Xavier Tartakover, tous deux naturalisés français, et  le problémiste britannique Thomas Dawson, la revue introduisit la notation algébrique.